# Bales sobre Broadway
Bales sobre Broadway (títol original en anglès Bullets Over Broadway) és una pel·lícula estatunidenca de Woody Allen, estrenada el 1994. Aquesta pel·lícula ha estat doblada al català. El 2014 va estrenar-se a Broadway una adaptació musical amb guió del mateix Allen.

## Argument
Nova York, dècada del 1920: David Shayne un jove autor teatral ha aconseguit finalment finançament per una de les seves obres. Però a canvi, ha de donar un paper secundari a Olive, la promesa del productor, el gangster Nick Valenti, que va als assajos acompanyada de Cheech, el seu guardaespatlles, que es permet suggerir canvis en l'obra.

## Repartiment
- Dianne Wiest: Helen Sinclair
- John Cusack: David Shayne
- Rob Reiner: Sheldon Flender
- Jennifer Tilly: Olive Neal
- Mary-Louise Parker: Ellen
- Chazz Palminteri: Cheech
- Tracey Ullman: Eden Brent
- Joe Viterelli: Nick Valenti
- Debi Mazar: Violet

## Premis i nominacions
Premis
- 1994 Oscar a la millor actriu secundària per Dianne Wiest

Nominacions
- Oscar al millor director per Woody Allen
- Oscar al millor guió original per Woody Allen i Douglas McGrath
- Oscar al millor actor secundari per Chazz Palminteri
- Oscar a la millor actriu secundària per Jennifer Tilly[3]
- Oscar al millor vestuari per Jeffrey Kurland
- Oscar a la millor direcció artística per Santo Loquasto i Susan Bode